# Rei Mikamoto
三家本 礼
Œuvres principales
Première œuvre : Reiko, the Zombie Shop
Autres ouvrages :
- Satanister
- The Big Tits Dragon
- Bloody Chainsaw Girl

Rei Mikamoto (三家本 礼, Mikamoto Rei) est un mangaka né un 31 octobre.

## Biographie
Il commence sa carrière dans la société de jeux vidéo Compile, à qui l’on doit notamment Puyo Puyo. Puis il publie son premier manga en 1999, Reiko, the Zombie Shop, pré-publié dans le mensuel Horā M.

## Œuvres
- Reiko, the Zombie Shop (ゾンビ屋れい子, Zombie-ya Reiko?)
- Satanister (サタニスター, Satanisutā?)
- The Big Tits Dragon (巨乳ドラゴン, Kyonyū Doragon?)
- Bloody Chainsaw Girl (血まみれスケバンチェーンソー, Chimamire Sukeban Chainsaw?)